# Juraj Halenár
Juraj Halenár (28. června 1983, Trnava – 30. června 2018 Bratislava) byl slovenský fotbalista a bývalý reprezentant. Hrál na postu útočníka. Mezi jeho silné stránky patřilo mj. zahrávání přímých kopů. Mimo Slovensko působil na klubové úrovni v Maďarsku a České republice. Regionální ligu si zahrál v Rakousku.
10. srpna 2014 se stal v zápase proti MFK Košice historicky nejlepším kanonýrem 1. slovenské ligy, překonal 120 gólů Róberta Semeníka.
Od čtvrtka 28. června 2018 byl pohřešován. Jeho tělo bylo nalezeno v sobotu 30. června ve Vrakunském lesoparku v Bratislavě. Podle informací v médiích měl spáchat sebevraždu.

## Klubová kariéra

### Inter Bratislava
Do bratislavského Interu přišel z Lokomotívy Trnava ve svých 18 letech.

### Artmedia Petržalka
Do Artmedie Petržalka přestoupil v sezóně 2005/06 z klubu Inter Bratislava. Jeho velkým úspěchem je památný hattrick 27. července 2005 ve 2. předkole Ligy mistrů UEFA do sítě Celtiku Glasgow, čímž přispěl k výhře Petržalky 5:0. Petržalka poté sice prohrála 0:4, ale nakonec se dokázala probojovat až do základní skupiny LM.

### Slovan Bratislava
V létě 2008 přestoupil do týmu ligového rivala, Slovanu Bratislava.
Sezónu 2010/11 završil se Slovanem Bratislava ziskem ligového titulu a vítězstvím ve slovenském poháru. Získat „double“, čili ligový titul a triumf v domácím poháru se mu podařilo i v sezóně 2012/13.
V prvním domácím zápase druhého předkola Ligy mistrů UEFA 2013/14 17. července 2013 proti bulharskému celku PFK Ludogorec Razgrad ho ve druhém poločase za nepříznivého stavu 0:1 poslal trenér Samuel Slovák na hřiště místo Pavla Fořta a Halenár dvěma góly zařídil obrat na konečných 2:1 pro Slovan. Poprvé se trefil zpoza velkého vápna a podruhé proměnil nařízený pokutový kop.
V sezóně 2013/14 Corgoň ligy ligový titul se Slovanem obhájil. 5. července 2014 byl u výhry 1:0 nad MFK Košice ve slovenském Superpoháru. Se Slovanem se probojoval do základní skupiny I Evropské ligy 2014/15, kde číhali soupeři SSC Neapol (Itálie), AC Sparta Praha (Česko) a Young Boys Bern (Švýcarsko). Tou dobou se proti němu obrátili fanoušci Slovanu Bratislava.

### Nyíregyháza Spartacus FC
V lednu 2015 odešel ze Slovanu společně s Igorem Žofčákem na své první zahraniční angažmá do maďarského klubu Nyíregyháza Spartacus FC hrajícího Nemzeti bajnokság I (nejvyšší maďarská liga). Oba hráči podepsali smlouvu do konce června 2016. Strávil zde jarní část sezóny 2014/15.

### SK Sigma Olomouc
V červenci 2015 se dohodl na ročním angažmá s moravským klubem SK Sigma Olomouc, přišel 10 dní před startem Synot ligy 2015/16. Měl kondiční manko, jelikož neabsolvoval plnohodnotnou letní přípravu. V české lize debutoval 25. července 2015 v prvním kole ročníku v utkání proti FK Teplice (remíza 2:2). Premiérový gól v lize vstřelil 31. října 2015 ve dvanáctém kole proti FK Mladá Boleslav z přímého kopu z cca 25 metrů, nádherně trefil „šibenici“ brány. Trefa však body nepřinesla, Olomouc prohrála 1:2. V prosinci 2015 se s ním vedení klubu dohodlo na předčasném ukončení smlouvy. Celkem odehrál 10 ligových střetnutí a vstřelil jednu branku.

### TJ Iskra Borčice
V únoru 2016 posílil druholigový slovenský klub TJ Iskra Borčice (působící ve skupině Západ) s ambicemi na postup do první ligy. Za Borčice odehrál pět zápasů, gól nevstřelil. Neproměnil ani pokutový kop v utkání proti OFK Dunajská Lužná, který Iskra prohrála 0:1, čímž popudil majitele klubu Antona Fabuše, který jej vinil, že zápas prodal.

### FC Petržalka Akadémia
V létě 2016 se vrátil do klubu FC Petržalka Akadémia (vzkříšený tým, dříve známý jako FC Petržalka 1898) ze 4. slovenské ligy. V zimě 2016 v klubu skončil.

### SV Gaflenz
V březnu 2017 zamířil do Rakouska, kde posílil klub SV Gaflenz z regionální rakouské ligy. Setkal se zde s krajanem Filipem Kutajem.

## Reprezentační kariéra

### Mládežnické reprezentace
Halenár působil v některých mládežnických reprezentacích Slovenska. V roce 2002 se zúčastnil Mistrovství Evropy hráčů do 19 let v Norsku, kde získal s týmem bronzové medaile, když v utkání o 3. místo mladí Slováci porazilo Irsko.
Díky tomu postoupilo Slovensko na Mistrovství světa hráčů do 20 let 2003 ve Spojených arabských emirátech, jehož se Halenár také zúčastnil (družstvo prohrálo v osmifinále 1:2 po prodloužení s Brazílií). V prvním střetnutí Slovenska v základní skupině proti Spojeným arabským emirátům 27. listopadu 2003 vstřelil gól a podílel se tak na výhře 4:1.

### A-mužstvo
V A-mužstvu Slovenska debutoval 17. 11. 2007 v kvalifikačním utkání proti České republice (porážka 1:3). Celkem zasáhl v letech 2007–2008 do 3 zápasů (mimo zápasu s ČR ještě hrál proti San Marinu a Maďarsku).

### Reprezentační zápasy
Zápasy Juraje Halenára za A-mužstvo Slovenska
| Rok    | Zápasy | Góly |
| ------ | ------ | ---- |
| 2007   | 2      | 0    |
| 2008   | 1      | 0    |
| Celkem | 3      | 0    |